# Ambedkar Stadium
Ambedkar Stadium to wieloużytkowy stadion w Nowym Delhi w Indiach. Stadion mieści 20 000 osób. Obecnie najczęściej używany do rozgrywania meczów piłki nożnej. Rozegrano na nim Złoty Puchar Nehru 2007.
Stadion nazwano na cześć nasjłynniejszego z indyjskich niedotykalnych, współtwórcy Konstytucji Indii Bhimrao Ramji Ambedkara.